# Federazione calcistica della Nuova Zelanda
La Federazione calcistica della Nuova Zelanda (in inglese New Zealand Football, acronimo NZF) è l'ente che governa il calcio in Nuova Zelanda.

## Storia
Fondata nel 1891, si affiliò alla FIFA nel 1948, e all'OFC nel 1966. Ha sede ad Auckland e controlla il campionato nazionale, la coppa nazionale e la Nazionale del paese.
La NZF è a capo della nazionale di calcio (soprannominata All Whites), della rappresentativa giovanile e di quella femminile (soprannominata Football Ferns), dei campionati maschili e femminili per club (la massima serie maschile è la ASB Premiership).
Nata come NZS (New Zealand Soccer), nel maggio del 2007 ha modificato il proprio nome in NZF, rimpiazzando il termine soccer con il più diffuso football.
La NZF governa le sette federazioni calcistiche in cui è suddiviso il territorio nazionale: Auckland Football Federation, United Soccer 1, Waikato/Bay of Plenty Football, Central Football, Capital Football, Mainland Football, Football South.